# 陳和卿
陳和卿，南宋时中国佛像雕塑家，东渡日本后为日本寺院雕铸佛像而对日本佛教艺术影响。根据考证为浙江鄞县人，出自邱隘横泾陈氏。

## 经历
日本安德天皇寿永元年（1182年），与弟陈佛寿一起东渡日本。另说日本平安時代末期（公元12世紀末）抵日。当时日本正值内战后，东大寺于治承四年（1180年）遭兵乱毁坏。二人应日本高僧重源邀请，赴当时日本首都奈良，着手重塑东大寺大佛首，陳和卿被任命作东大寺总大工。工程于寿永二年（1183年）五月完工。陈修复的大佛于文治元年（1185年）八月开眼供养。后又赴镰仓，塑造长谷寺的观音像。建久元年（1190年），获得后白河法皇授与的大佛铸造奖，并被赐予伊贺国阿波广濑山田有丸庄及播磨国大部庄等大片庄田作奖赏。陳和卿于是发善愿，将田庄先后捐赠给净土堂等佛寺或供养大佛。建久六年（1195）三月，东大寺落庆供养，源赖朝曾命在大佛殿召见陈和卿，但陈以源杀生太多而不愿相见。建久七年（1197年），后鸟羽天皇特诏建东大寺之中门，陳和卿用自明州海运而来的梅园石雕成狮子，高达二米，至今保存。后事不详。

## 影视形象

### 电视剧
| 演員       | 年份   | 作品             |
| 草薙幸二郎 | 1979年 | 《草燃》         |
| 郑龙进     | 2022年 | 《镰仓殿的13人》 |